# Michal Ježdík
Michal Ježdík, né le 4 août 1963, à Prague, en Tchécoslovaquie, est un ancien joueur et entraîneur de basket-ball tchécoslovaque, puis tchèque. Il évolue au poste d'arrière.